# Telmatoscopus taleolus
Telmatoscopus taleolus är en tvåvingeart som beskrevs av Quate 1962. Telmatoscopus taleolus ingår i släktet Telmatoscopus och familjen fjärilsmyggor. Inga underarter finns listade i Catalogue of Life.